# Stary cmentarz żydowski w Kcyni
Stary cmentarz żydowski w Kcyni – data powstania nekropolii pozostaje nieznana. Cmentarz znajdował się przy ul. Poznańskiej 18 i zajmował powierzchnię 0,6 ha. Cmentarz został zdewastowany przez nazistów podczas II wojny światowej i obecnie brak na ogrodzonym terenie macew.
Na teren cmentarza zostały przeniesione w 2006 roku trzy najbardziej okazałe macewy, wykopane wcześniej z chodnika sprzed kina Orzeł.